# Caramelo

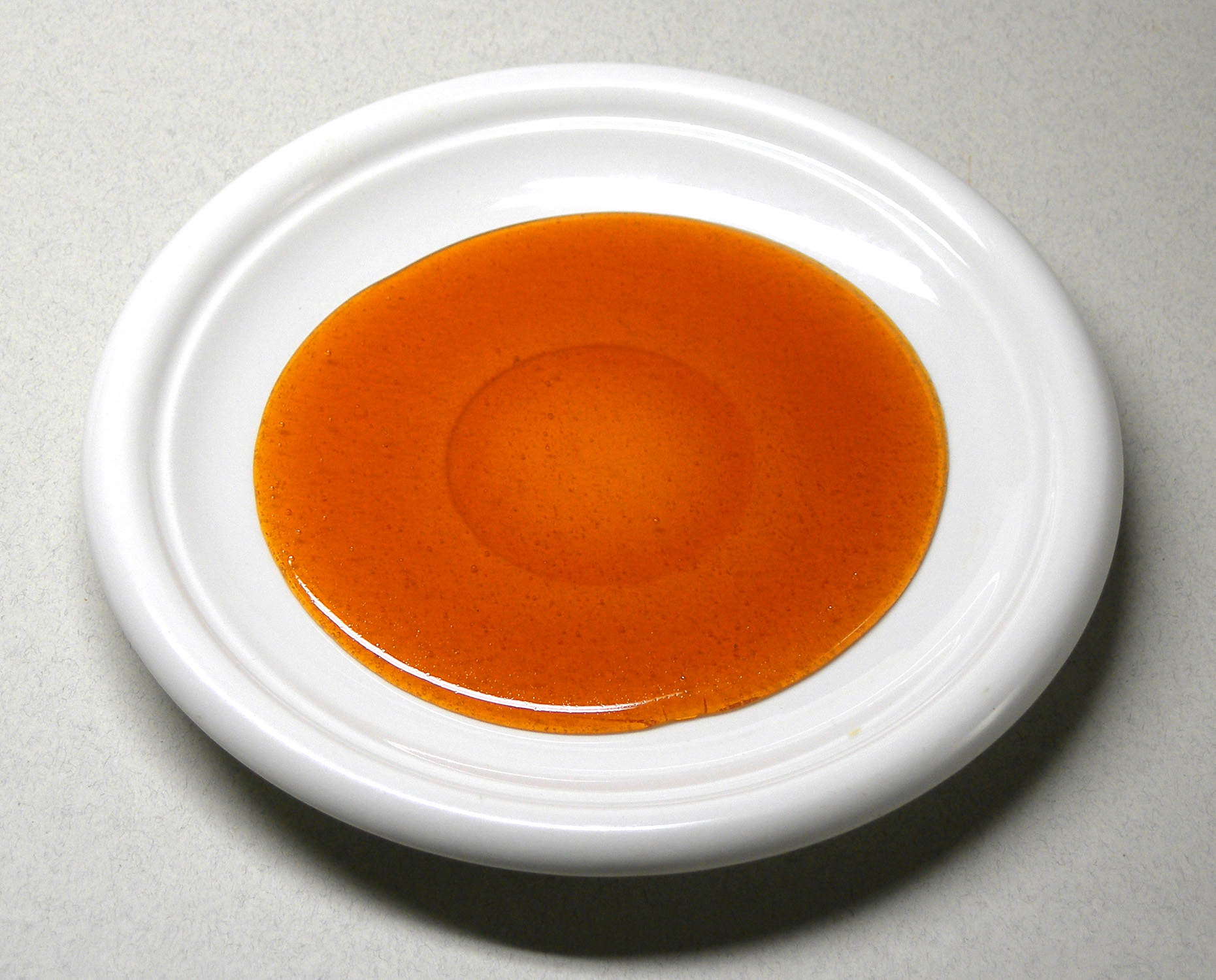
Caramelo em estado líquido.

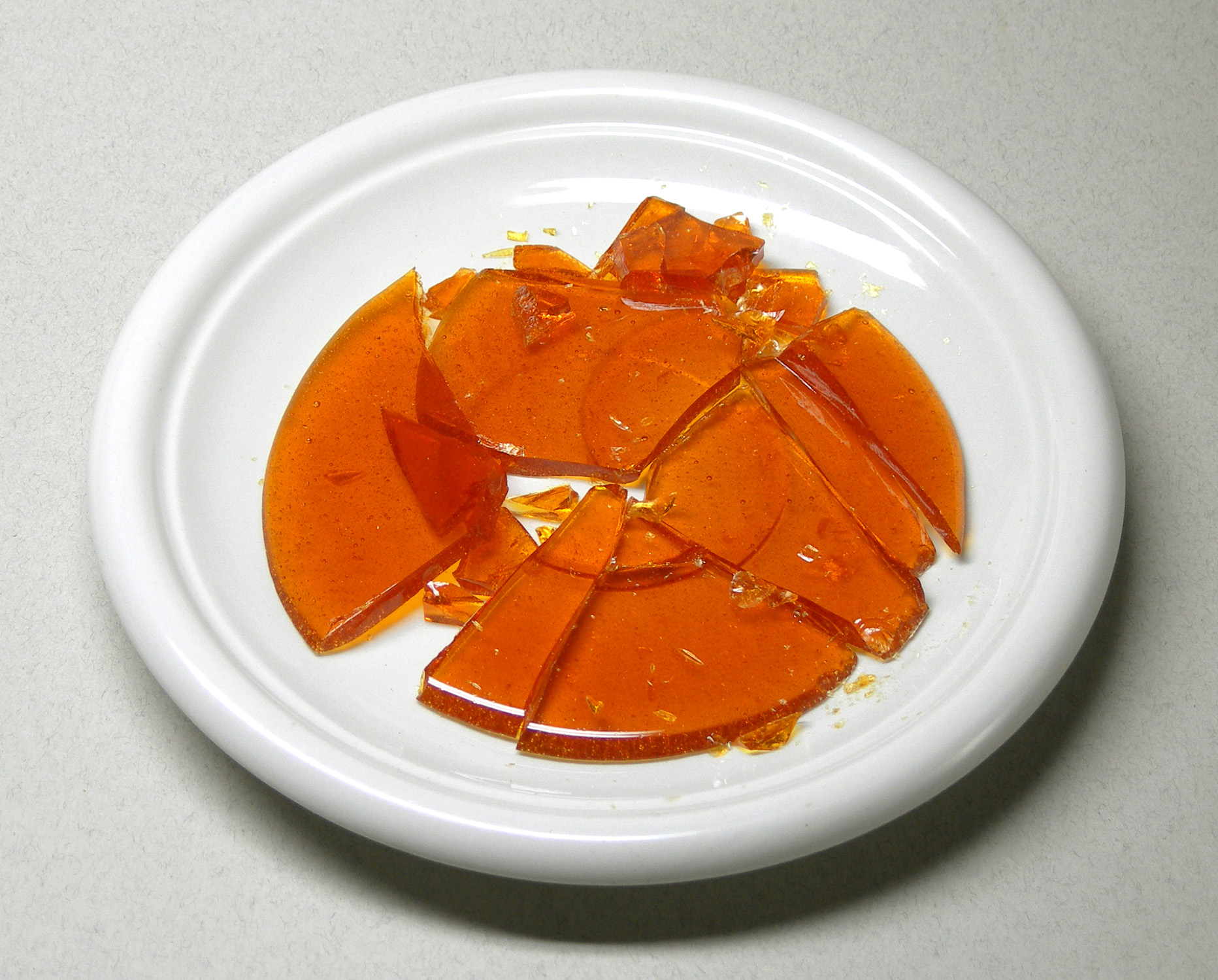
Caramelo em estado sólido.

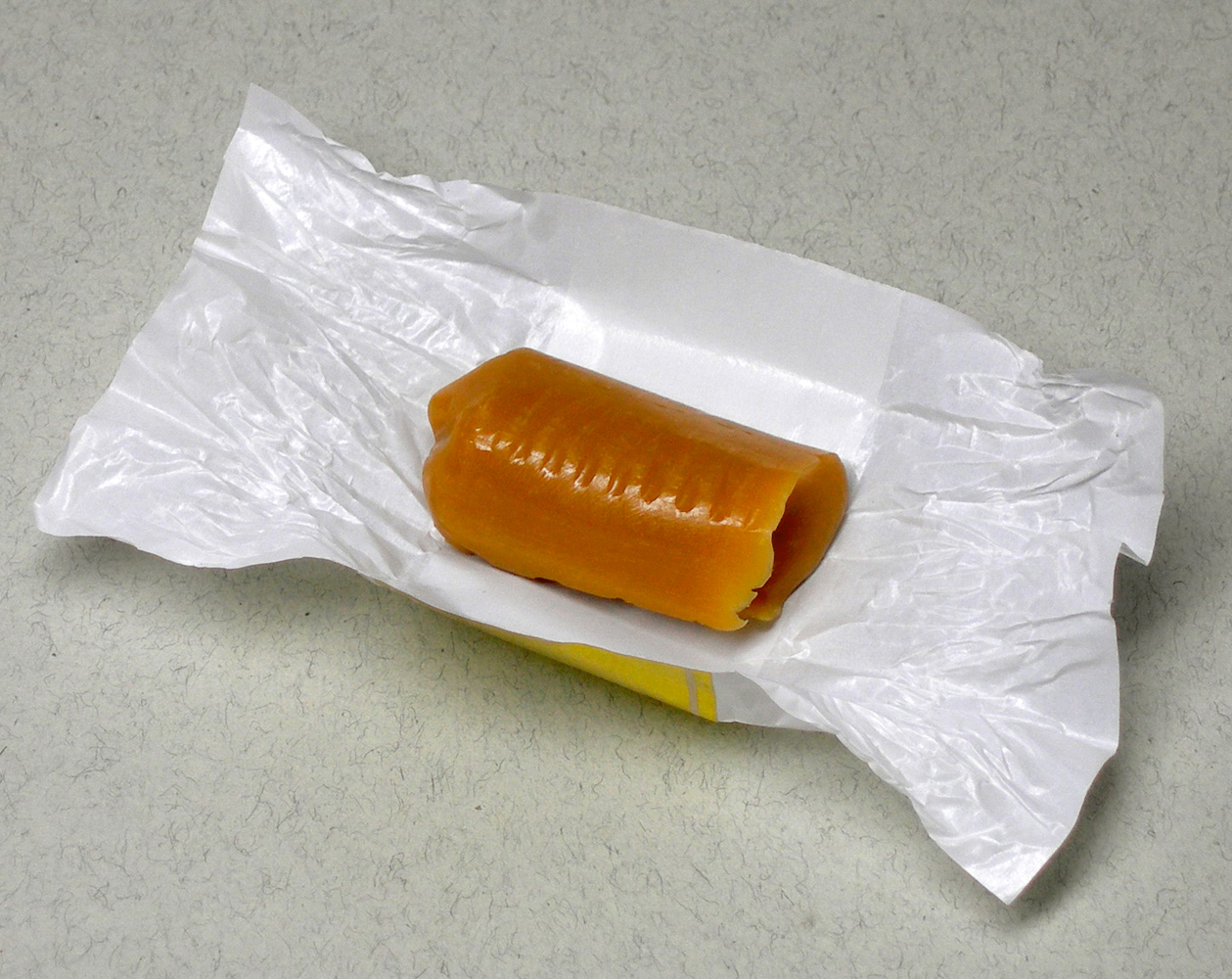
Bala de caramelo.

O caramelo é produzido a partir de açúcar, aquecendo-o lentamente até cerca de 170°C/340°F (a temperatura depende do tipo de açúcar), em um processo chamado caramelização. À medida que o açúcar derrete e se aproxima desta temperatura, as moléculas quebram-se em compostos que lhe dão a cor e sabor característicos do caramelo.
Dentre os corantes permitidos como aditivo na indústria de alimentos, o corante caramelo é um dos mais antigos conhecidos, sendo usados para a obtenção de cores que vão da amarela-palha à marrom escura até quase negra.